# Tauró zebra
El tauró zebra (Stegostoma fasciatum) és una espècie de tauró orectolobiforme de la família dels ginglimostomàtids que viu a les aigües tropicals de l'oceà Índic i del Pacífic oest, i entre els cinc i els 30 m de fondària.